# 安德烈亞斯·吉利策爾
安德烈亞斯·吉利策爾（1977年12月11日—）是一名奧地利男子帆船運動員，他曾經代表國家參加2012年倫敦奧運的單人小艇雷射型比賽，並未獲得獎牌。